# Socias (telenovela chilena)
Socias es una telenovela chilena del género comedia dramática producida y emitida por Televisión Nacional de Chile y emitida entre 3 de junio de 2013 y 6 de enero de 2014; adaptación de la original de la serie argentina Socias. Protagonizada por María Elena Swett, Paola Volpato y Elisa Zulueta. 

## Argumento
Tres abogadas luchan por cumplir sus sueños, el bienestar de sus familias y el éxito profesional. La historia gira alrededor de la vida personal de las tres y del mundo legalista, en el que conviven los temas comunes en sus vidas privadas y en los casos que defienden.
Inés Ventura está en jaque con el regreso de un viejo amor, Álvaro Cárdenas junto a su nueva pareja, la modelo Antonia del Solar. Él no sólo está de vuelta en Chile, también trabajará junto al esposo de Inés, Ricardo. Por otro lado,  
Montserrat Silva enfrenta la separación de su marido Federico Ibáñez después de descubrirlo en la cama con su secretaria. Ahora debe reinventarse, buscar a una nueva Montse.  
Mientras que Dolores se da cuenta de que su postura frente al amor ya no es tan firme: su independencia emocional y su afán de ser libre y sin compromisos le está pasando la cuenta, pese a sus éxitos laborales. 

## Reparto
- María Elena Swett como Inés Ventura
- Paola Volpato como Montserrat Silva
- Elisa Zulueta como Dolores Montt
- Gonzalo Valenzuela como Álvaro Cárdenas
- Marcelo Alonso como Federico Ibáñez
- Álvaro Morales como Pablo Ventura
- Mauricio Pešutić como Ricardo Ossandón
- Delfina Guzmán como Mercedes Cortés
- Carmen Bresky como Catalina Díaz
- Julio Jung Duvauchelle como Octavio Acuña
- Mayte Rodríguez como Antonia del Solar
- Nicolás Oyarzún como Mariano Rivas
- Diego Ruiz como Germán Ossandón
- Otilio Castro como Julio Rojas
- Jacqueline Boudon como Elvira Tapia
- Antonia Zilleruelo como Valentina Acuña
- María Elisa Vial como Sofía Ventura
- Pascal Montero como Mateo Ibáñez

## Producción
La producción de Socias comenzó a principios de 2013 tras finalizar la producción anterior Separados. Las grabaciones comenzaron el 11 de marzo en distintas locaciones de la ciudad y finalizaron el 21 de octubre.
María Elena Swett, fue la primera incorporada a la telenovela como figura principal del reparto luego de vivir un año en Estados Unidos y dar a luz a su primer hijo. Gonzalo Valenzuela, regresa a Chile para vivir dos años junto a su familia y firmó contrato con TVN durante su estadía. Paola Volpato y Marcelo Alonso fueron incorporados luego de participar en la producción Reserva de Familia. Mientras tanto Delfina Guzmán, Elisa Zulueta y Nicolás Oyarzún se incorporan luego de su participación en la exitosa teleserie diurna Dama y obrero. Por otro lado Mauricio Pesutic es integrado luego de la exitosa telenovela Pobre Rico. Y por último Mayte Rodríguez y Álvaro Morales, son contratados luego de su fallida producción La Sexóloga de Chilevisión.
La telenovela es dirigida por Patricio González en conjunto con la directora general del área dramática María Eugenia Rencoret. La producción es escrita por el actor y guionista Rodrigo Bastidas, con la colaboración de Josefina Fernández, Elena Muñoz, Hugo Morales, Juan Pablo Olave y Francisca Bernardi.
La campaña publicitaria fue realizada por TVN en conjunto con la agencia McCann. El comercial fue producido por la Productora Cueca y dirigido por Claudio Marcone. El spot fue estrenado el viernes 19 de abril.
A partir del 19 de enero de 2015 se estrenó por su señal internacional TV Chile debido a que Dueños del paraíso no tiene los derechos para ser transmitida por su señal internacional. Mismo caso sucedió con esta versión ya que no contaba con derechos de difusión para el extranjero.

## Banda sonora
| Intérprete                   | Tema                            | Personaje(s)                                | Actor(es)                                        |
| ---------------------------- | ------------------------------- | ------------------------------------------- | ------------------------------------------------ |
| Fabiana Cantilo              | Mi enfermedad                   | Tema Principal / Inés, Dolores, y Monserrat | María Elena Swett, Elisa Zulueta y Paola Volpato |
| Álex Ubago                   | Ella vive en mí                 | Inés y Álvaro                               | María Elena Swett y Gonzalo Valenzuela           |
| Efecto Mariposa              | Por quererte                    | Inés y Ricardo                              | María Elena Swett y Mauricio Pesutic             |
| El sueño de Morfeo           | Depende de ti                   | Dolores y Pablo                             | Elisa Zulueta y Álvaro Morales                   |
| Ha*Ash                       | ¿De dónde sacas eso?            | Monserrat                                   | Paola Volpato                                    |
| One Direction                | Kiss You                        | Germán y Valentina                          | Diego Ruiz y Antonia Zilleruelo                  |
| Katy Perry                   | Firework                        | Antonia y Álvaro                            | Mayte Rodríguez y Gonzalo Valenzuela             |
| Icona Pop                    | I Love It                       | Antonia y Álvaro                            | Mayte Rodríguez y Gonzalo Valenzuela             |
| La Oreja de Van Gogh         | Otra vez me has sacado a bailar | Catalina y Pablo                            | Carmen Gloria Bresky y Álvaro Morales            |
| El sueño de Morfeo           | Contigo hasta el final          | Dolores y Mariano                           | Elisa Zulueta y Nicolás Oyarzún                  |
| PSY                          | Gentleman                       | Catalina                                    | Carmen Gloria Bresky                             |
| David Guetta ft. Sia         | She Wolf                        | Inés                                        | María Elena Swett                                |
| Kany Garcia                  | Para Volver a amar              | Catalina y Octavio                          | Carmen Gloria Bresky y Julio Jung Jr.            |
| Jesse & Joy                  | La de la mala suerte            | Ines                                        | María Elena Swett                                |
| Carla Morrison               | Eres tu                         | Monserrat y Cristóbal                       | Paola Volpato y Sebastian Contreras              |
| David Guetta ft. Ne-Yo, Akon | Play Hard                       | Ocasiones                                   |                                                  |
| Bruno Mars                   | Locked Out Of Heaven            | Ocasiones                                   |                                                  |

## Versiones
- Socias (2008), una producción de Canal Trece, fue protagonizada por Mercedes Morán, Nancy Dupláa y Andrea Pietra.